# Callistopopillia
Callistopopillia är ett släkte av skalbaggar. Callistopopillia ingår i familjen Rutelidae.
Kladogram enligt Catalogue of Life:
| Callistopopillia | \| \| Callistopopillia davidis \| \| \| \| \| \| Callistopopillia iris \| \| \| \| \| \| Callistopopillia lurida \| \| \| \| \| \| Callistopopillia scabrata \| \| \| \| \| \| Callistopopillia seperata \| \| \| \| \| \| Callistopopillia sulcipennis \| \| \| \| |
|                  | \| \| Callistopopillia davidis \| \| \| \| \| \| Callistopopillia iris \| \| \| \| \| \| Callistopopillia lurida \| \| \| \| \| \| Callistopopillia scabrata \| \| \| \| \| \| Callistopopillia seperata \| \| \| \| \| \| Callistopopillia sulcipennis \| \| \| \| |
|                  | Callistopopillia davidis |
|                  | |
|                  | Callistopopillia iris |
|                  | |
|                  | Callistopopillia lurida |
|                  | |
|                  | Callistopopillia scabrata |
|                  | |
|                  | Callistopopillia seperata |
|                  | |
|                  | Callistopopillia sulcipennis |
|                  | |